# S-IC
S-IC（英語ではエス・ワン・シーと発音する）は、アメリカ合衆国のアポロ計画で使用されたサターンV 型ロケットの第1段ロケットである。ボーイング社製造。多くの他のロケットと同じように、S-IC の発射時における2000トン以上もの重量のほとんどを占めるのは、燃料のケロシンと酸化剤の液体酸素であった。
全高は42メートル、直径は10メートルで、3465トンの推力で機体を高度61キロメートルにまで到達させた。5基のF-1ロケットエンジンのうち中央の1基は固定されており、ジンバル（首振り）機構を備えた周囲の4基で飛行を制御した。

## 製造
ボーイング社が S-IC 製造に関する契約を獲得したのは1961年12月15日のことで、この時にはすでに基本的なデザインはマーシャル宇宙飛行センター (Marshall Space Flight Center, MSFC) によって決定されていた。必要機器の製造はカンザス州ウィチタで、風洞試験はシアトルで、全体の組立はニューオリンズのメーシュ組立施設で、それぞれ行なわれた。
MSFC はウィチタで製造された部品を使い、まず試験的に3機の実験機 （S-IC-T、S-IC-S、S-IC-F）と2機の飛行試験機（S-IC-1および2）を製造した。燃料タンクの製造には7か月から9か月、全体の完成には14か月かかった。それらを元に、ボーイングは実験機 S-IC-D を製造した。

## 構造

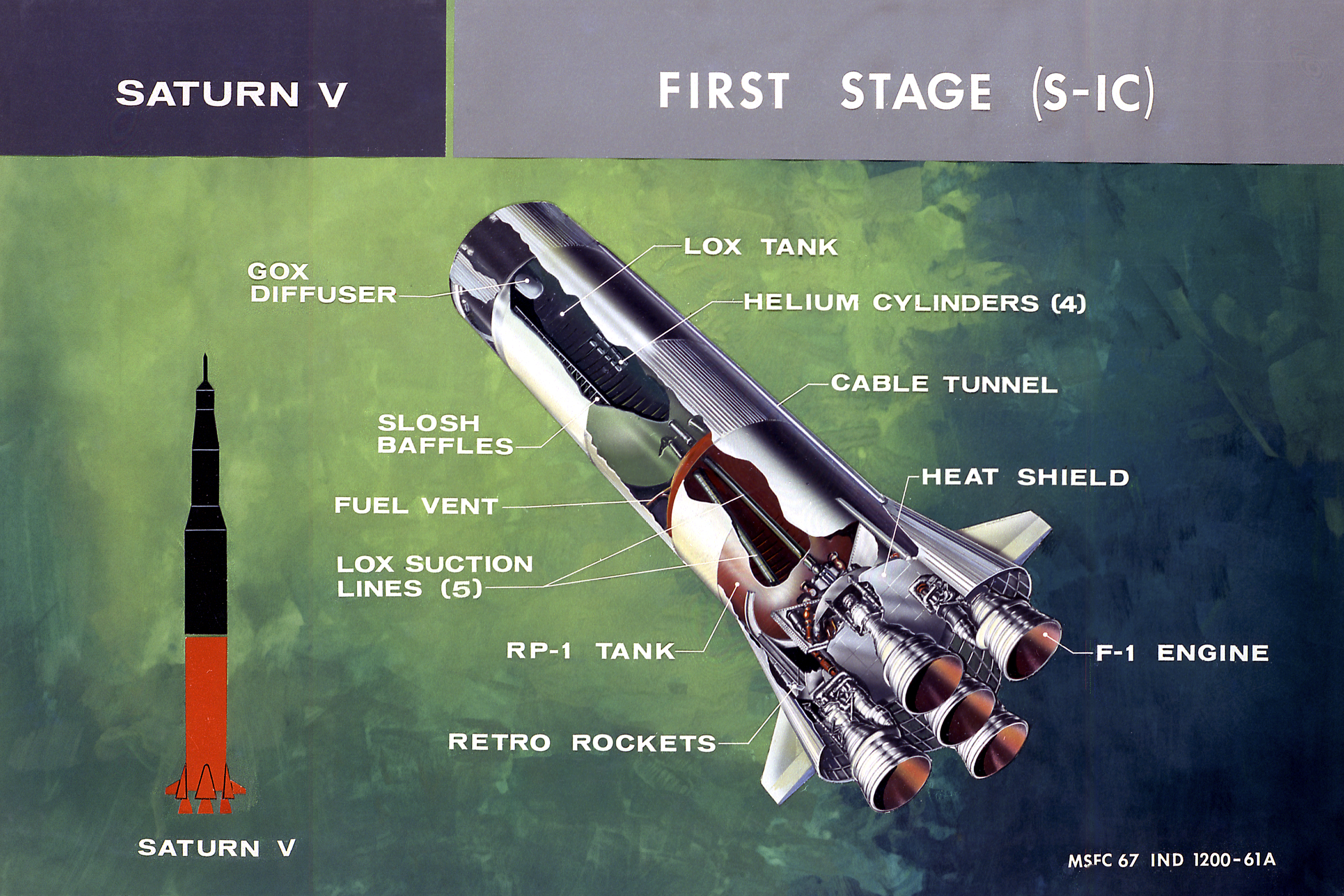
S-IC 図解

S-IC を構成する部品のうち、最も巨大で最も重いものは、重量21トンの推力支持装置である。これは5基のエンジンが発生させる推力を受け止め、確実に機体に伝える役目を持つ。発射台には長さ4.3メートル、重量816キログラムの4本のアルミニウム製の錨でつなぎ止められている。機体底部に設置されている翼は、1100 ℃まで耐えられるように設計されている。

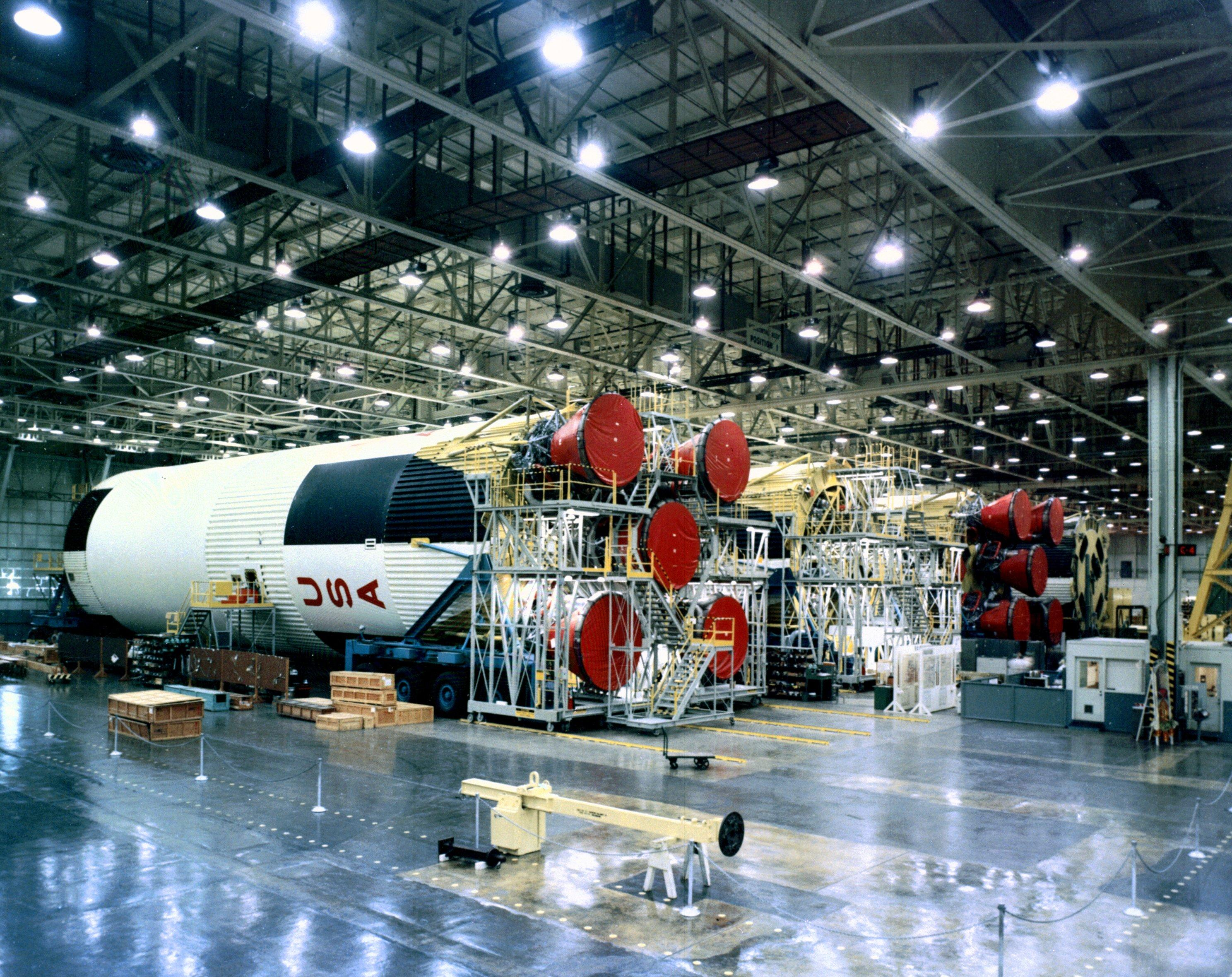
メーシュ組立施設で製造される、S-1C-10、S-1C-11、S-1C-9

推力支持装置のすぐ上には、容量77万リットルの燃料タンクが設置されている。タンクそれ自体の重量は11トンで、毎秒7300リットルのケロシンがエンジンに供給される。燃料は発射前には、窒素の泡を混入して攪拌され、飛行中は液体酸素タンク上部に設置されているヘリウムタンクから供給されるヘリウムガスで加圧されている。
燃料タンクの上には容量120万4000リットルの液体酸素タンクが設置されているが、両者の間には、温度差を絶縁するためにわずかに間隙が設けられている。
このタンクは、技術者たちの苦心の産物であった。なぜなら、タンクからエンジンに酸素を供給するパイプは直線であることが要求されるのだが、そうなると必然的にパイプは燃料タンクの中を通らなければならないからである。常温のケロシンの中に−183 ℃の液体酸素を通すためには、その周囲の燃料を凍らせないようにする工夫が必要だったし、また燃料タンクの上部にも穴を5つ開けなければならなかった。
エンジンを覆う円錐状のフェアリングの中には、それぞれ2基の切り離し用の固体燃料ロケットが装備されている。燃焼が終了すると、S-IC はこの小型ロケットを噴射させ、第2段から引き離される。

## 製造記録
| シリアル ナンバー | 使用目的         | 発射日                                         | 現在の状態                             | 特記事項 |
| ----------------- | ---------------- | ---------------------------------------------- | -------------------------------------- | --- |
| S-IC-T            | 構造試験         | 構造試験                                       | ケネディ宇宙センターに展示中           | |
| S-IC-S            | 構造負荷試験     | 構造負荷試験                                   | 不明                                   | |
| S-IC-F            | 発射台試験に使用 | 発射台試験に使用                               | 不明                                   | |
| S-IC-D            | 地上での構造試験 | アラバマ州ハンツビルの航空宇宙センターに展示中 |                                        | |
| S-IC-1            | アポロ4号        | 1967年11月9日                                  |                                        | 有人宇宙飛行センターが製造                                                                                        |
| S-IC-2            | アポロ6号        | 1968年4月4日                                   |                                        | 有人宇宙飛行センターが製造。機体に発射時の状況を撮影するためのカメラを搭載                                        |
| S-IC-3            | アポロ8号        | 1968年12月21日                                 | 西経74度7分、北緯30度12分の大西洋海底  | ボーイング社が製造（以降の機体もすべて）。重量を560キログラム減らし、ペイロードを36キログラム向上させることに成功 |
| S-IC-4            | アポロ9号        | 1969年3月3日                                   | 西経74度14分、北緯30度11分の大西洋海底 | |
| S-IC-5            | アポロ10号       | 1969年5月18日                                  | 西経74度12分、北緯30度11分の大西洋海底 | |
| S-IC-6            | アポロ11号       | 1969年7月16日                                  | 西経74度2分、北緯30度13分の大西洋海底  | |
| S-IC-7            | アポロ12号       | 1969年11月14日                                 | 西経74度54分、北緯30度16分の大西洋海底 | |
| S-IC-8            | アポロ13号       | 1970年4月11日                                  | 西経74度4分、北緯30度11分の大西洋海底  | |
| S-IC-9            | アポロ14号       | 1971年1月31日                                  | 西経74度3分、北緯29度50分の大西洋海底  | |
| S-IC-10           | アポロ15号       | 1971年7月26日                                  | 西経73度39分、北緯29度42分の大西洋海底 | |
| S-IC-11           | アポロ16号       | 1972年4月16日                                  | 西経74度9分、北緯30度12分の大西洋海底  | |
| S-IC-12           | アポロ17号       | 1972年12月7日                                  | 西経73度53分、北緯28度13分の大西洋海底 | |
| S-IC-13           | スカイラブ1号    | 1973年5月14日                                  |                                        | 搭載した展望台の保護のため、エンジン停止手順を1基-4基から1基-2基-2基に変更                                        |
| S-IC-14           | 未使用           | 未使用                                         | ジョンソン宇宙センターに展示中         | アポロ18もしくは19号用に製作されるも未使用                                                                        |
| S-IC-15           | 未使用           | 未使用                                         | メーシュ組立施設に展示中               | スカイラブバックアップ用として製作されるも未使用                                                                  |

## 登場作品
『ヱヴァンゲリヲン新劇場版:Q』
本作はエヴァンゲリオン改2号機βがS-ICを燃焼、分離するシーンから始まる。